# رادوستوو (استان اشوی‌داشکسیه)
رادوستوو (به لهستانی: Radostów) یک منطقهٔ مسکونی در لهستان است که در گمینا راکوو واقع شده‌است. رادوستوو ۱۸۳ نفر جمعیت دارد.